# Ребато (воротник)

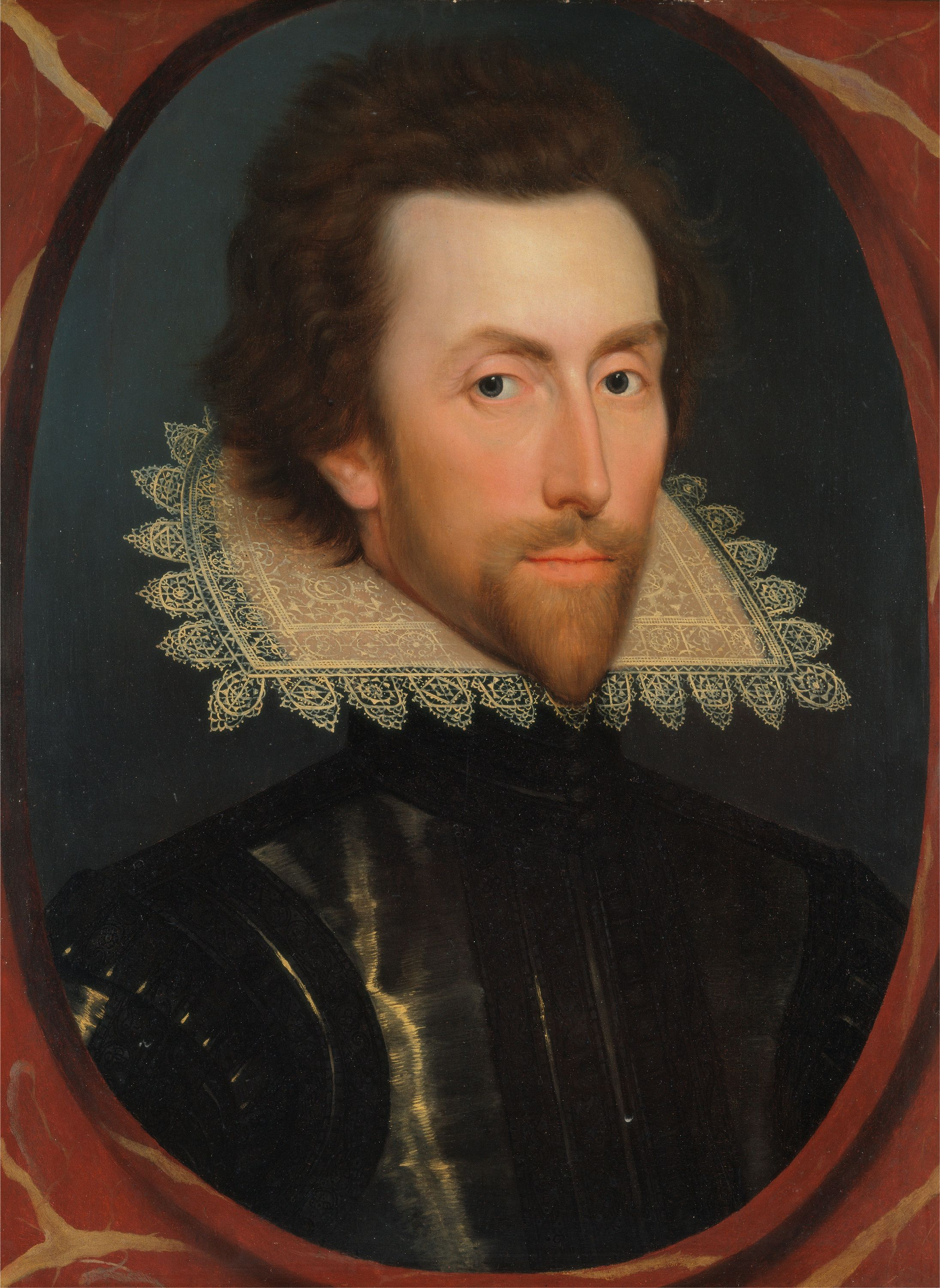
Портрет английского дворянина Грея Бриджеса, герцога Чандоса кисти Уильяма Ларкина; ок. 1615 год

Ребато, рабато (фр. rabat — «отгибать»), также пикадиль (англ. pickadil, pickardil, piccadill от исп. picado «проколотый, дырчатый») — широкий стоячий воротник на проволочном каркасе или китовом усе с зубчатыми краями, бывший в мужской и женской моде с приблизительно с 1580 по 1635 год.

## Описание

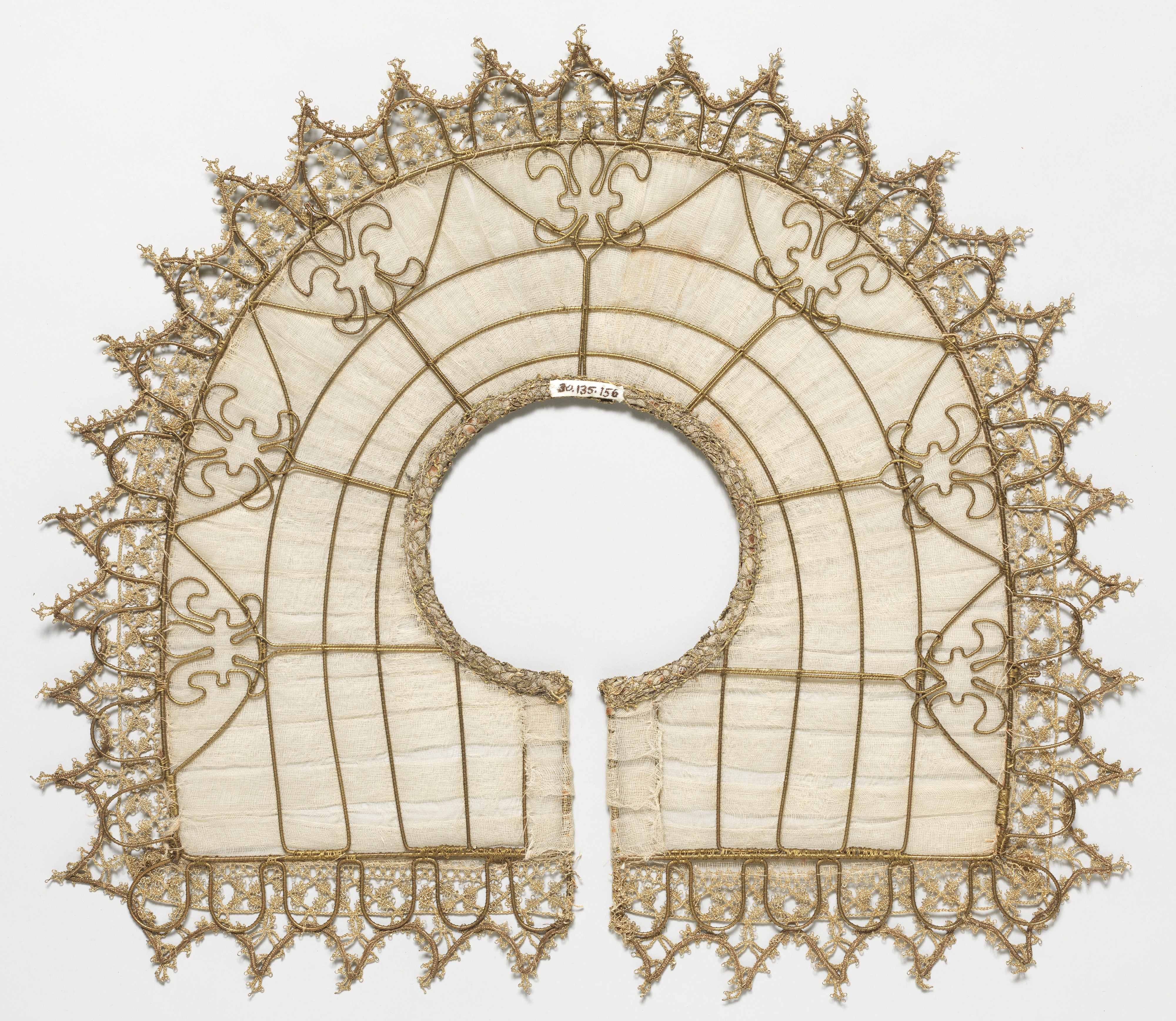
Ребато, начало XVII века, предположительно из Франции. Метрополитен-музей

Название также применялось к обозначению краёв воротников-рафов (исп. picadura) и поддерживающего воротник каркаса (с XVII века). У женщин ребато порою возвышался гораздо выше головы, напоминая крылья.
Ребато изготавливался из проволоки или картона, который обшивался шёлком и ажурным кружевом ретичелла. Воротник-рабат был значительно меньше рабато, а воротник-рабатин ложился на плечи, подобно накидке.
Названия известных лондонских улицы Пикадилли и площади Пикадилли произошло от Дома Пикадилли (англ. Piccadilla House), где находился склад кружевных пикадилей в правление королевы Елизаветы I. Название также отсылает к портному Роберту Бейкеру (или Хиггинсу), кто сколотил состояние на производстве пикадилей. В начале XVII века он приобрёл большой земельный участок, который позже получил название Portugal Street, и построил дом Piccadilly Hall. Спустя время Portugal Street переименована в Пикадилли.
В 1860-е годы появились небольшие мужские стоячие воротнички пикадилли.

## Галерея

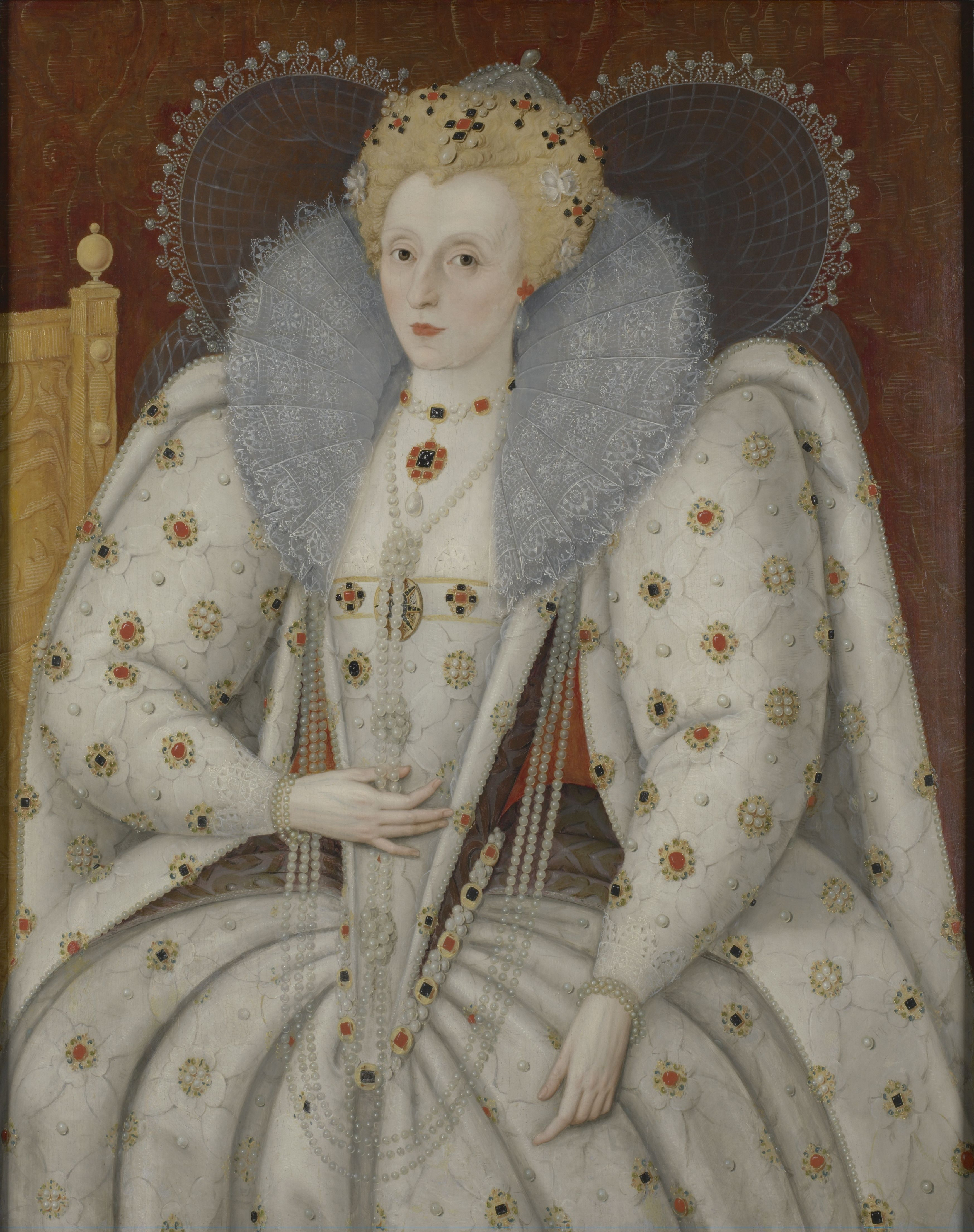
Маркус Герартс-младший «Портрет королевы Елизаветы I (1558-1603)» в открытом рафе и ребато
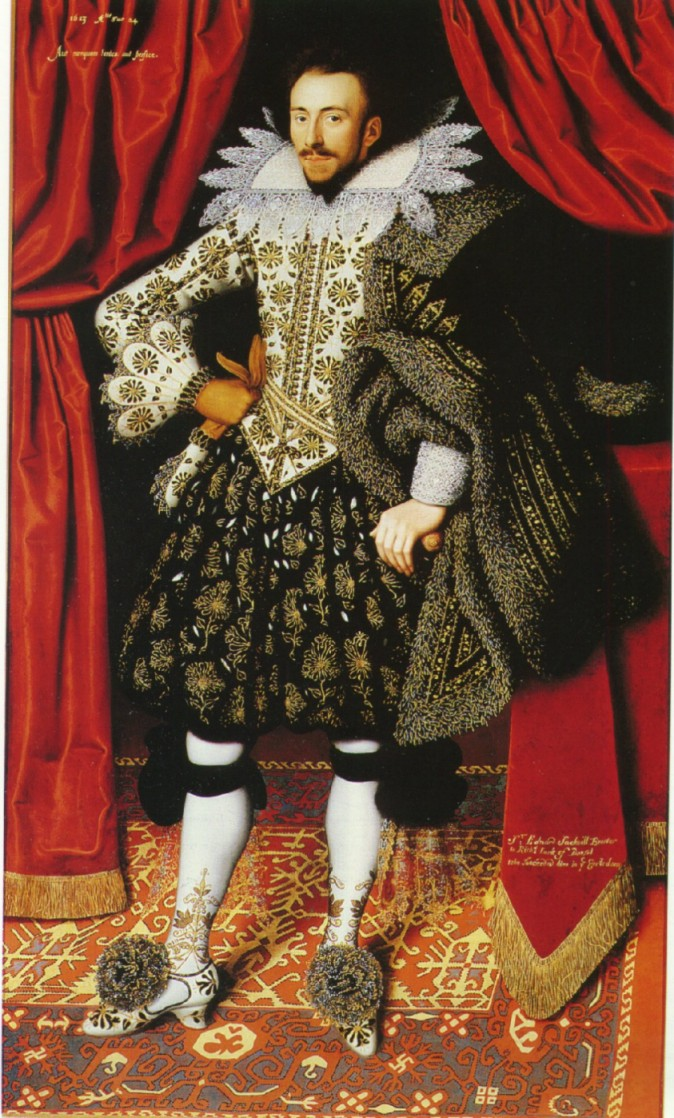
Уильям Ларкин «Ричард Саквиль», 1613 год
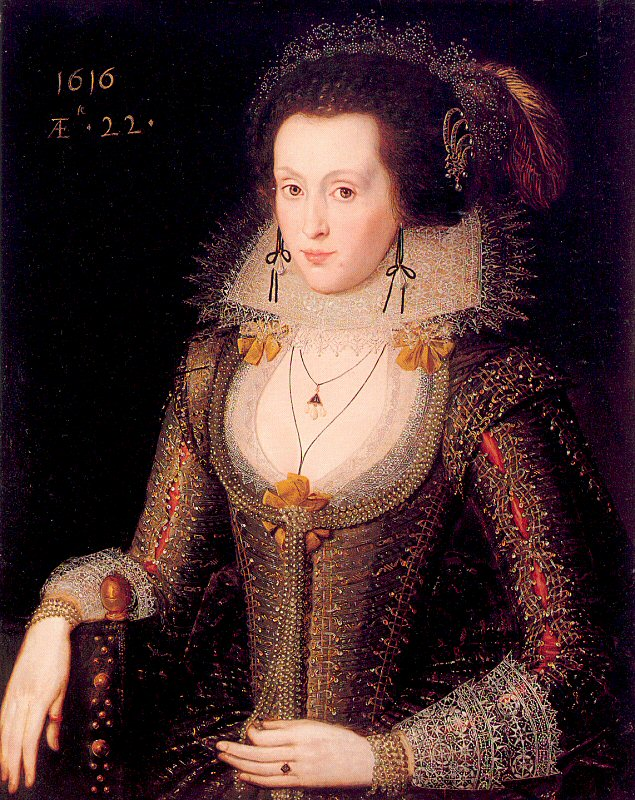
Роберт Пик «Портрет Элизабет Пуле», 1616 год
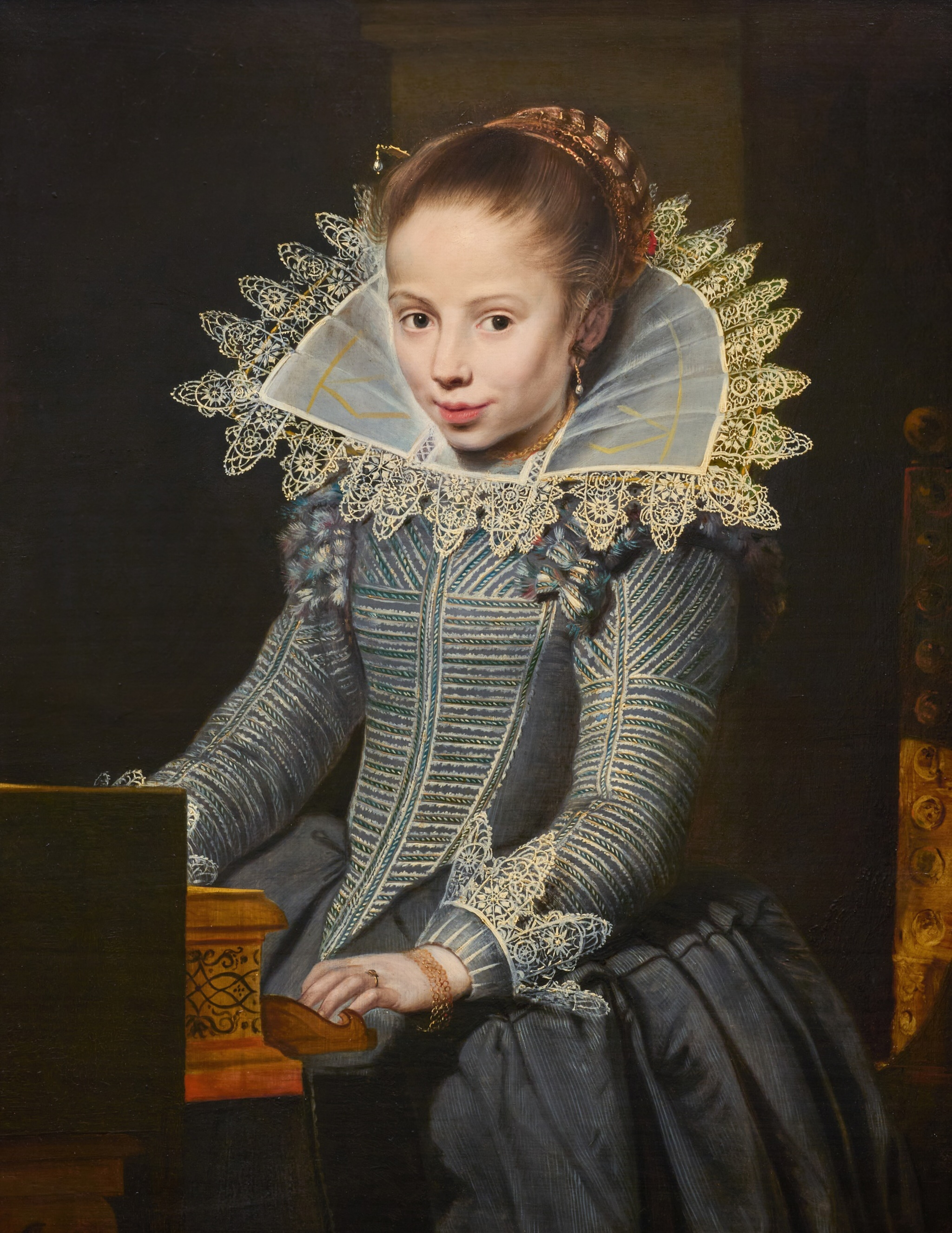
Корнелис де Вос портрет девочки, ок. 1624 год
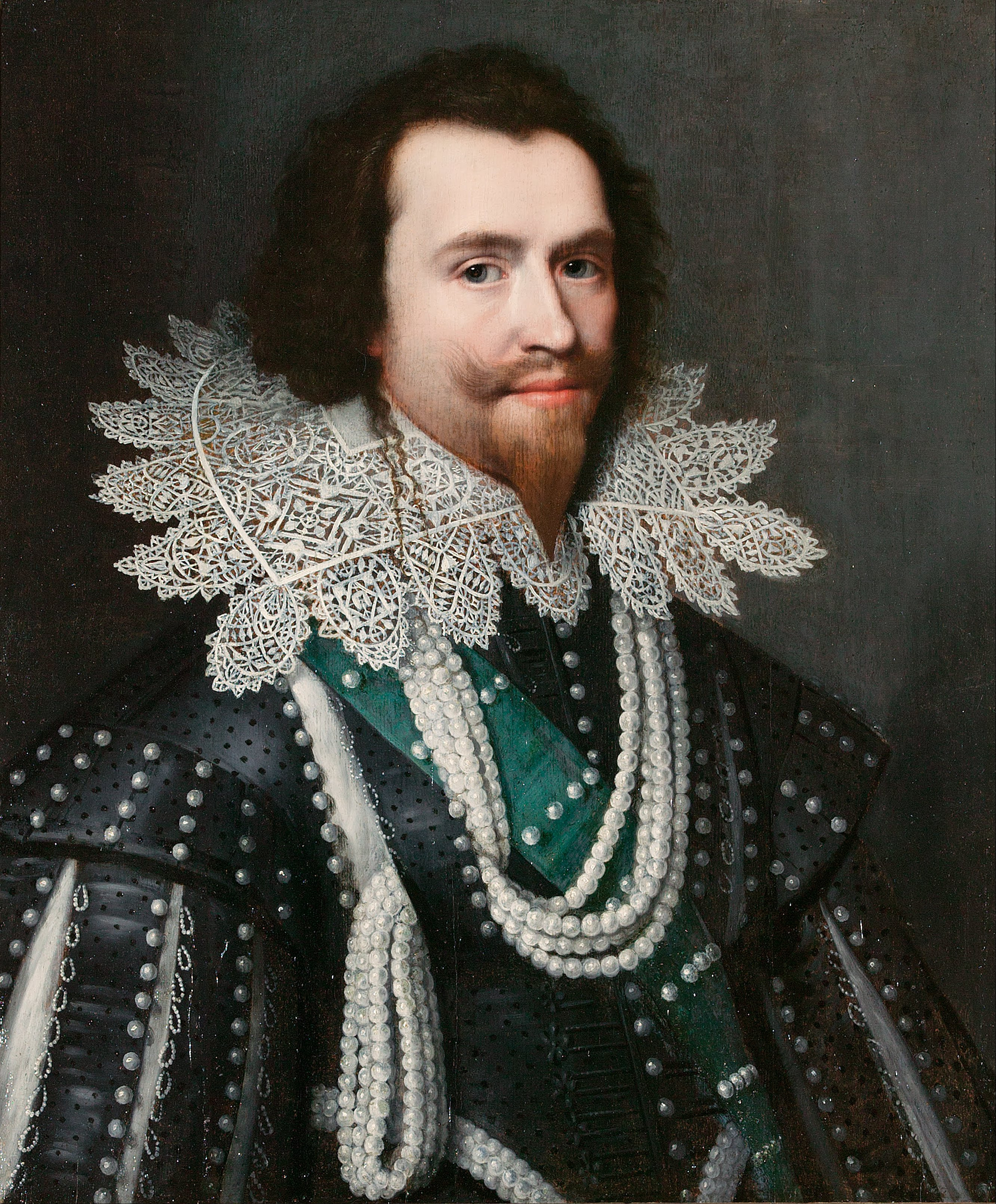
Михиль ван Миревельт «Портрет Джорджа Вильерса, 1-го герцога Бекингема» (1626)
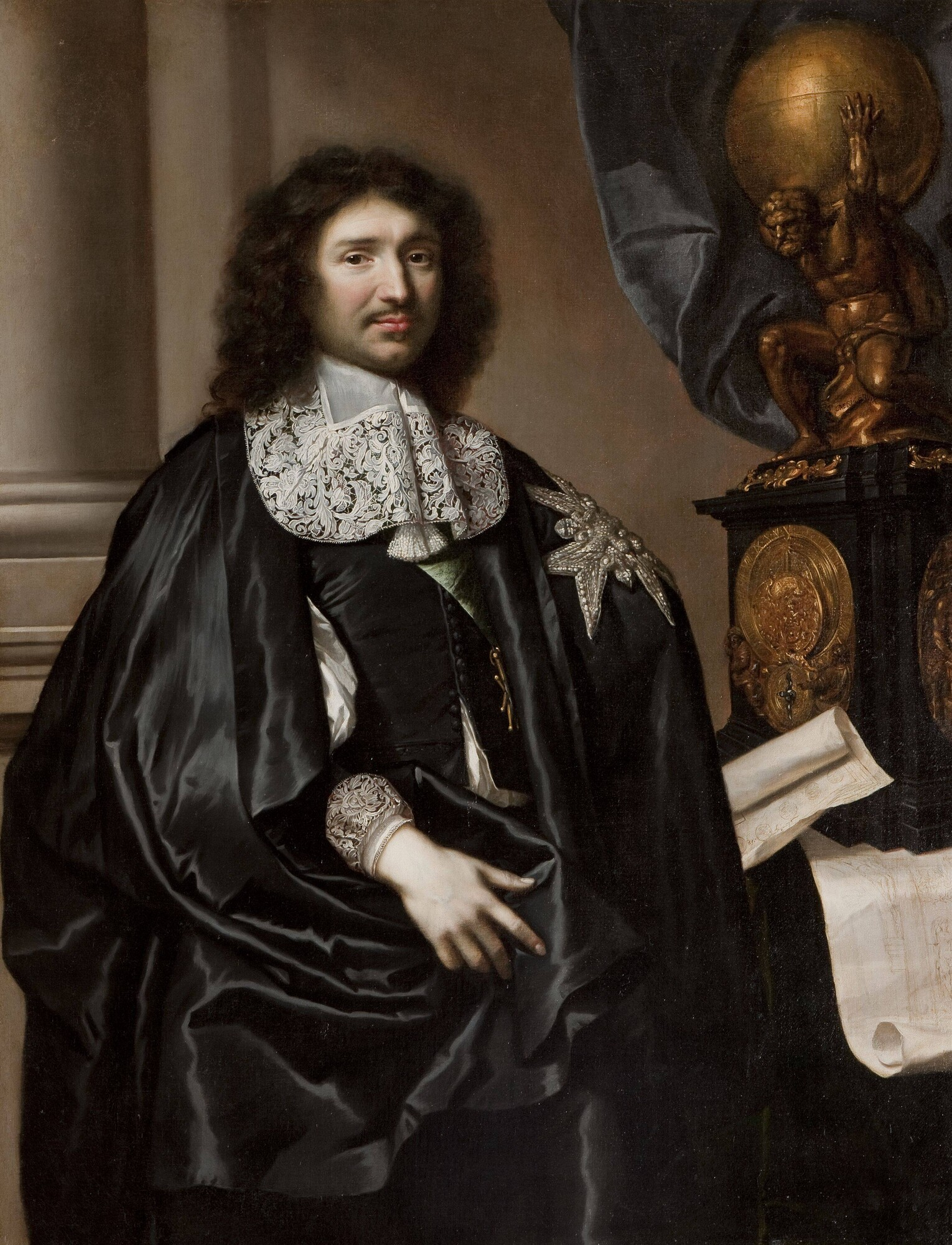
Клод Лефевр «Ж-Б. Кольбер с орденом Св. духа» в воротнике-рабатин, ок. 1666 год